# 2 octobre 2001
Le mardi 2 octobre 2001 est le 275e jour de l'année 2001.

## Décès
- Fernando Mendes (né le 15 septembre 1946), coureur cycliste
- Henri Brandel (né le 26 avril 1919), politicien français
- Manny Albam (né le 24 juin 1922), arrangeur et saxophoniste de jazz américain
- Marc Gélinas (né le 29 novembre 1937), acteur et chanteur québécois
- Michel Corringe (né le 2 août 1946), chanteur français
- Nicolas Alfonso (né le 6 décembre 1913), compositeur, interprète et enseignant
- Oldřich Lajsek (né le 8 février 1925), peintre, designer, artiste graphique et professeur d’arts plastiques tchèque
- Suzanne Hiltermann (née le 17 janvier 1919), résistante française

## Événements
- La compagnie aérienne nationale suisse Swissair voit ses avions cloués au sol
- En France, ouverture devant la Cour d'appel de Douai du procès de trois des cinq membres du gang de Roubaix, démantelé en mars 1996, et pour lesquels 20 à 30 ans de prison sont requis contre eux.
- Sortie de Audioboxer : EP réalisé par Something Corporate
- Sortie de l'épisode Chaos de la série Buffy contre les vampires
- Sortie du jeu vidéo L'Île Lego 2 : La Revanche de Casbrick
- Sortie de la série télévisée La Légende de Tarzan
- Fin de la série Les Mystères du véritable Sherlock Holmes
- Sortie de l'album studio de Ja Rule : Pain Is Love
- Début de la saison 1 de la série télévisée Scrubs
- Sortie du quatrième album du groupe de thrash metal Machine Head, Supercharger